# Laringe
La laringe è un condotto impari e mediano situato nel collo di rettili, anfibi, uccelli e mammiferi. È l'ultimo tratto delle vie aeree superiori continuando con la faringe in alto e la trachea in basso. Permette il passaggio dell'aria, la fonazione tramite la vibrazione delle corde vocali ed è deputata alla protezione della trachea durante la deglutizione grazie all'epiglottide.
La laringe, pur subendo variazioni individuali e in rapporto a età e sesso, ha la forma di un imbuto rovesciato ed è lunga in media 4 cm, larga 4 cm e presenta un diametro anteroposteriore di 3,6 cm. Nella pubertà, soprattutto nei maschi, subisce i cambiamenti che portano alla modificazione del tono di voce. Nelle femmine risulta più corta e più ampia trasversalmente. Durante la deglutizione, la respirazione e la fonazione la laringe si alza e si abbassa. Fa parte della laringe la struttura che provoca la sporgenza tipica del maschio adulto, il pomo d'Adamo.

## Disposizione e rapporti

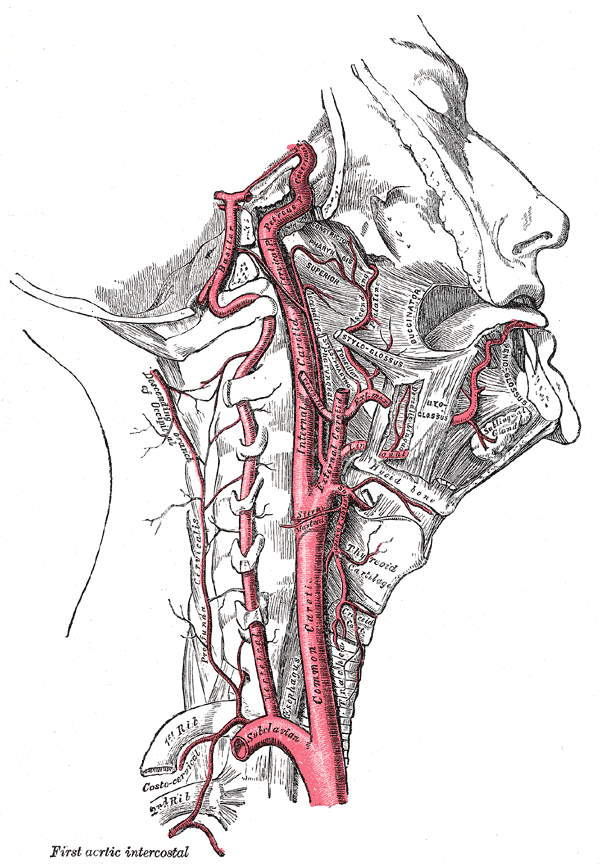
Irrorazione sanguigna della laringe.

La laringe presenta una forma di piramide triangolare con base in alto, dove continua con la faringe, e apice in basso, dove continua con la trachea. La tiroide ricopre le facce anteromediali, mentre in generale la laringe è ricoperta dai muscoli sottoioidei, dalla fascia cervicale superficiale, dalla fascia cervicale media, dal platisma e dalla cute. Oltre alla prominenza laringea o pomo d'Adamo, la laringe individua attraverso la cute un'altra sporgenza posta sotto la prima e dovuta all'arco della cartilagine cricoide.
La faccia posteriore determina una sporgenza all'interno della faringe con la quale è unita tramite uno strato di connettivo lasso. 
Rispetto alla colonna vertebrale si estende da C3 a C6, nelle donne tende a essere leggermente più alta rispetto agli uomini, mentre negli infanti si trova a livello C2-C3.

## Vascolarizzazione e innervazione

### Arterie e vene
L'irrorazione sanguigna della laringe proviene da entrambi i lati dall'arteria tiroidea superiore (che invia come collaterali l'arteria laringea superiore e l'arteria cricoidea) e dall'arteria tiroidea inferiore (che invia il suo ramo, l'arteria laringea inferiore).
Le vene tiroidee superiori e inferiori drenano la laringe e sfociano rispettivamente nella vena giugulare interna e nella vena succlavia omolaterale.

### Linfatici
I vasi linfatici sono numerosi e sono suddivisi in drenanti la parte sopraglottica che fanno capo ai linfonodi giugulari interni e drenanti la parte sottoglottica che terminano nei linfonodi giugulari, sopraclaveari e sottosternocleidomastoidei.

### Nervi
I nervi della laringe sono rami del nervo vago. Il nervo laringeo superiore fornisce rami sensitivi per tutta la mucosa e rami motori per il solo muscolo cricotiroideo mentre il nervo laringeo inferiore è solo motorio e si porta in tutti gli altri muscoli.

## Struttura

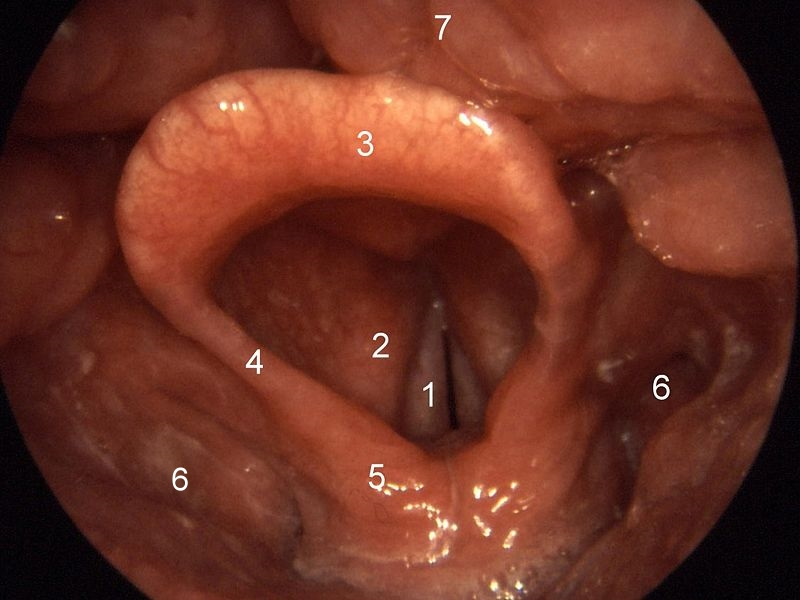
Immagine endoscopica della laringe, in cui sono evidenziate le differenze di colore fra le corde vocali vere (grigio-biancastre) e false (rosee):
1) Pieghe vocali (corde vocali vere)
2) Pieghe ventricolari (corde vocali false)
3) Epiglottide
4) Pieghe ariepiglottiche
5) Cartilagini aritenoidi
6) Recesso piriforme
7) Radice della lingua.

La laringe è costituita da un insieme di strutture cartilaginee indipendenti ma articolate fra loro e tenute unite tramite legamenti e muscoli. Tutti questi elementi nel complesso delimitano una cavità rivestita di mucosa in continuazione con la faringe in alto e con la trachea in basso.

### Parete laringea
La parete della laringe è composta da una tonaca mucosa e una tonaca sottomucosa, più evidente nella parte inferiore dove la laringe continua nella trachea. La mucosa invece, in quanto tale, è composta da un epitelio di rivestimento e una lamina propria.

#### Epitelio di rivestimento
L'epitelio è cilindrico pseudostratificato vibratile con cellule mucipare caliciformi intercalate che diventa pavimentoso composto in vicinanza dell'adito laringeo e sui labbri vocali in quanto il loro continuo sfregarsi necessita di un epitelio capace di resistere alle sollecitazioni meccaniche. Per questo motivo le corde vocali vere risultano bianche mentre quelle false di un colorito roseo.

#### Lamina propria
La lamina propria è sottile e presenta ghiandole tubuloacinose a secrezione sierosa, mucosa e mista ed è ricca di fibre elastiche che continua in profondità formando la membrana elastica che continua con il pericondrio delle cartilagini o il connettivo che avvolge i muscoli. Sono presenti linfociti che si aggregano in noduli formanti la tonsilla laringea.

### Apertura superiore

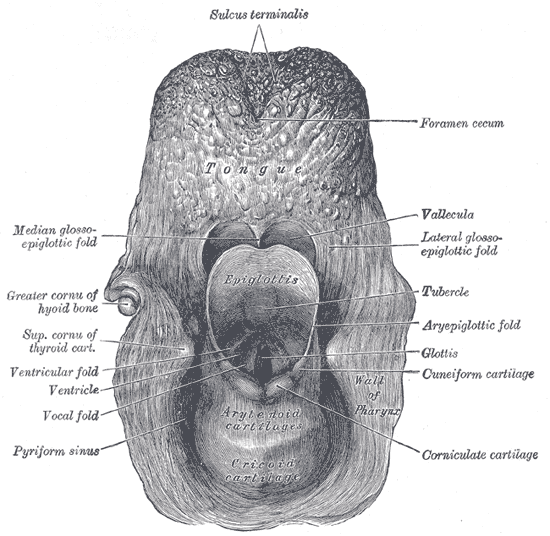
Visione posteriore dell'adito laringeo.

L'apertura superiore della laringe o adito laringeo è un orifizio ovoidale che mette in comunicazione la laringe con la faringe.
La sua chiusura è dovuta al passaggio del bolo alimentare attraverso l'istmo delle fauci che abbassa l'epiglottide e all'innalzamento della laringe grazie ai muscoli della faringe durante la deglutizione, mentre la sua riapertura è mediata dall'elasticità dell'epiglottide e di legamenti ioepiglottico e glossoepiglottico che riportano allo stato di riposo l'epiglottide stessa.
È situata in un piano inclinato dall'alto in basso e dall'avanti indietro. È costituita in avanti dall'epiglottide, lateralmente dalle piege ariepiglottiche e posteriormente dalle cartilagini aritenoidi, corniculate e dal setto interaritenoideo.

### Cavità laringea
La cavità della laringe è il condotto delimitato dalla mucosa e dalle strutture muscolo-cartilaginee della laringe che restringono di molto l'ampiezza interna rispetto alla circonferenza esterna. La presenza di due rilievi orizzontali in direzione anteroposteriore posti l'uno sopra l'altro dividono la laringe in tre parti:
- un segmento superiore o sopraglottico o vestibolo;
- un segmento medio che presenta le due sporgenze, cioè le pieghe ventricolari o superiori e le pieghe vocali o inferiori;
- un segmento inferiore o sottoglottico.

#### Vestibolo laringeo
Il vestibolo laringeo o introitus, è lo spazio compreso tra l'adito della laringe e le pieghe vestibolari. Le sue pareti sono simili a quelle dell'adito stesso, anteriormente è limitato dalla faccia laringea o inferiore dell'epiglottide, lateralmente dalla porzione mediale delle pieghe ariepiglottiche e posteriormente dalla commissura posteriore.

#### Segmento medio
Il segmento medio è caratterizzato dalle due sporgenze orizzontali in direzione antero-posteriore: le pieghe ventricolari (tra le quali è compresa la rima del vestibolo) e le pieghe vocali (tra le quali è compresa la rima della glottide). Tra la piega ventricolare quella vocale, invece, è presente una fessura che introduce un diverticolo della cavità laringe: il ventricolo laringeo o ventricolo di Morgagni.
Le pieghe ventricolari sono anche dette corde vocali false, mentre le pieghe vocali corde vocali vere.
La rima della glottide è il punto più stretto della laringe: la sua ampiezza e la sua forma cambiano secondo il sesso e nello stesso individuo a seconda che sia in respirazione o fonazione.

#### Segmento inferiore
Il segmento inferiore è compreso tra le pieghe vocali e il margine inferiore della cartilagine cricoide e presenta una forma abbastanza cilindrica.

### Cartilagini

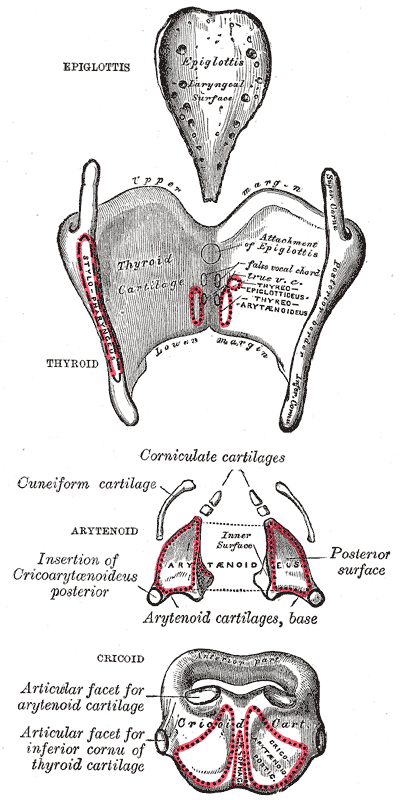
Cartilagini laringee.

La struttura cartilaginea della laringe è costituita da cinque cartilagini principali:
- cartilagine tiroide: impari e a forma di scudo, è la più grande e costituisce le parti superiore, anteriore e laterali della laringe;
- cartilagine cricoide: impari e a forma di anello con castone è posta sotto la tiroidea e sopra la trachea;
- cartilagini aritenoidi: pari, sono piccole cartilagini piramidali poste sopra la cricoidea e in posizione posteriore nella laringe;
- epiglottide: impari, a forma di foglia, permette la chiusura e l'apertura dalla laringe a seconda della respirazione o deglutizione;

e sei cartilagini accessorie:
- cartilagini corniculate: pari e di piccole dimensioni, vanno a formare l'apice delle aritenoidi cui, molte volte, sono fuse;
- cartilagini cuneiformi: pari e a forma di bastoncello, trovano posto fra le piege ariepiglottiche, fra aritenoidi ed epiglottide;
- cartilaginI triticee: sono piccole cartilagini che possono trovare posto nella membrana tiroidea[12].

### Legamenti
Le strutture cartilaginee principali della laringe sono tra loro interconnesse e unite tramite legamenti intrinseci, mentre i segmenti cartilaginei più piccoli (cartilagini accessorie) sono connessi dalle membrane elastiche. Tutte le cartilagini, comunque, prendono parte a delle articolazioni laringee. L'unione delle cartilagini laringee con gli organi vicini è deputata ai legamenti estrinseci.

#### Intrinseci
I legamenti intrinseci sono:
- legamento tiroepiglottico;
- legamento cricorniculato o legamento giugale.
- legamento cricotiroideo

#### Membrane elastiche

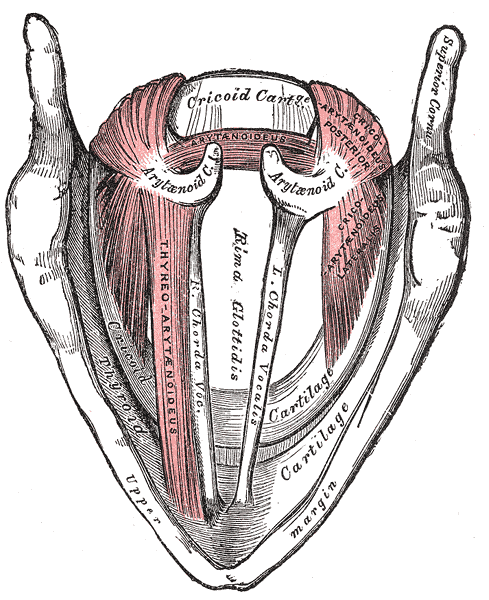
Corde vocali e parte dei muscoli laringei: ben evidenti il legamenti vocali e il muscolo cricotiroideo destro

Le membrane elastiche sono strutture che mantengono unite le cartilagini accessorie e che sono poste subito sotto la mucosa con cui è intimamente legata grazie alle fibre elastiche della lamina propria.
Le membrane quadrangolari sono membrane pari che si estendono dai margini laterali dell'epiglottide alla faccia mediale delle cartilagini aritenoidi e corniculate. Il margine superiore e inferiore si ispessiscono per formare il legamento ariepiglottico e il legamento ventricolare che forma lo "scheletro" della piega ventricolare.
Il cono elastico è costituito dalle membrane elastiche della parte inferiore della laringe. Si inserisce in basso sul margine superiore della cartilagine cricoide, sale verso l'alto restringendosi e appiattendosi in due lamine aventi un margine superiore libero e convergenti sulla linea mediana che si fissano alla faccia interna della cartilagine tiroide e il processo vocale delle cartilagini aritenoidi. Il margine libero viene chiamato legamento vocale e insieme al muscolo vocale forma la corda vocale vera tesa fra la cartilagine tiroidea e i processi vocali aritenoidei.

#### Estrinseci
I legamenti estrinseci sono:
- membrana tiroioidea: è una lamina fibroelastica che unisce il margine superiore dell'osso ioide e i corni superiori della cartilagine tiroide, si inspessisce ai lati e al centro per formare i legamenti tiroidei laterali e mediano e nel suo spessore è possibile trovare le cartilagini triticee[12];
- legamento cricotracheale;
- legamento ioepiglottico;
- legamento glossoepiglottico;
- legamento faringoepiglottico.

### Muscoli

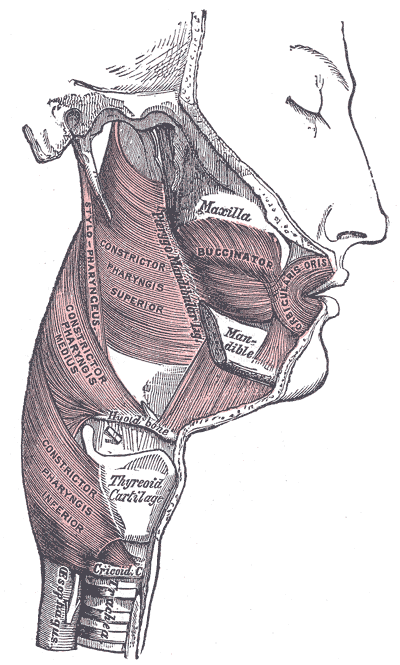
Muscoli estrinseci della laringe

I muscoli della laringe si dividono in intrinseci ed estrinseci a seconda che abbiano o meno tutte le inserzioni in strutture cartilaginee laringee.

#### Muscoli estrinseci
I muscoli estrinseci, che hanno almeno un capo inserito in una struttura non laringea, sono:
- muscolo sternotiroideo;
- muscolo tiroioideo;
- muscolo stilofaringeo;
- muscolo faringopalatino;
- muscolo costrittore inferiore della faringe.

#### Muscoli intrinseci
I muscoli intrinseci della laringe si distinguono in fonatori e respiratori a seconda che loro tendano o rilassino le corde vocali permettendo all'aria espirata di farle vibrare e, quindi, produrre i suoni che vanno a costituire la voce.
Muscoli fonatori
- muscolo cricotiroideo;
- muscolo cricoaritenoideo laterale;
- muscolo tiroaritenoideo;
- muscolo aritenoideo obliquo;
- muscolo aritenoideo trasverso.

Muscoli respiratori
- muscolo cricoaritenoideo posteriore.

Secondaria importanza rivestono il muscolo ariepiglottico e il muscolo tiroepiglottico, entrambi abbassatori dell'epiglottide.

## Derivazione embriologica
La laringe, come tutto l'apparato respiratorio, trae origine dal diverticolo laringotracheale, un'evaginazione del solco laringotracheale o (doccia) formatasi verso il 28º giorno di vita embrionale. Questo condotto si sviluppa alla fine della IV settimana ventralmente all'abbozzo faringeo e al davanti dell'esofago. Il diverticolo va poi incontro ad allungamento, si ricopre di mesenchima splancnico e nella parte distale si allarga formando un abbozzo o gemma polmonare da cui poi nasceranno i bronchi principali.
L'endoderma darà origine all'epitelio di rivestimento e alle ghiandole annesse, mentre il mesoderma porterà alla formazione della lamina propria, delle strutture cartilaginee e del sistema vascolare. Il rivestimento epiteliale della laringe si sviluppa dall'endoderma del tubo laringotracheale nell'estremità craniale. Le cartilagini e i muscoli della laringe derivano dal IV e VI arco faringeo. La proliferazione del mesenchima all'estremità craniale del tubo genera una coppia di rigonfiamenti aritenoidei che accrescendo verso la lingua trasformano la glottide primitiva in accesso laringeo (da fessura sagittale a fora di T). La proliferazione crea un'occlusione temporanea della laringe che viene ricanalizzata entro la decima settimana. I recessi si differenzieranno in membrane vocali e membrane vestibolari (corde vocali vere e false). L'epiglottide si sviluppa da una proliferazione del mesenchima del terzo e del quarto arco faringeo. La stessa proliferazione forma il terzo posteriore della lingua. I muscoli, sviluppandosi dal IV e VI arco faringeo, sono innervato dalle ramificazioni laringee dei nervi vaghi.

## Funzione
Facendo parte delle vie respiratorie la laringe, essendo un condotto libero, permette il passaggio dell'aria fungendo da intermezzo fra faringe e trachea. Durante il passaggio dell'aria nell'espirazione, la corretta attività dei muscoli laringei permette alle corde vocali di tendersi o rilassarsi all'occorrenza e quindi di vibrare producendo suoni che costituiscono il parlato. Nella funzione di protezione della trachea da ingestione di corpi solidi, svolge un ruolo fondamentale la componente sensitiva del nervo laringeo superiore che, distribuita su tutta la mucosa, stimolano il riflesso della tosse ogni volta che un corpo solido entra nella laringe.

## Patologia

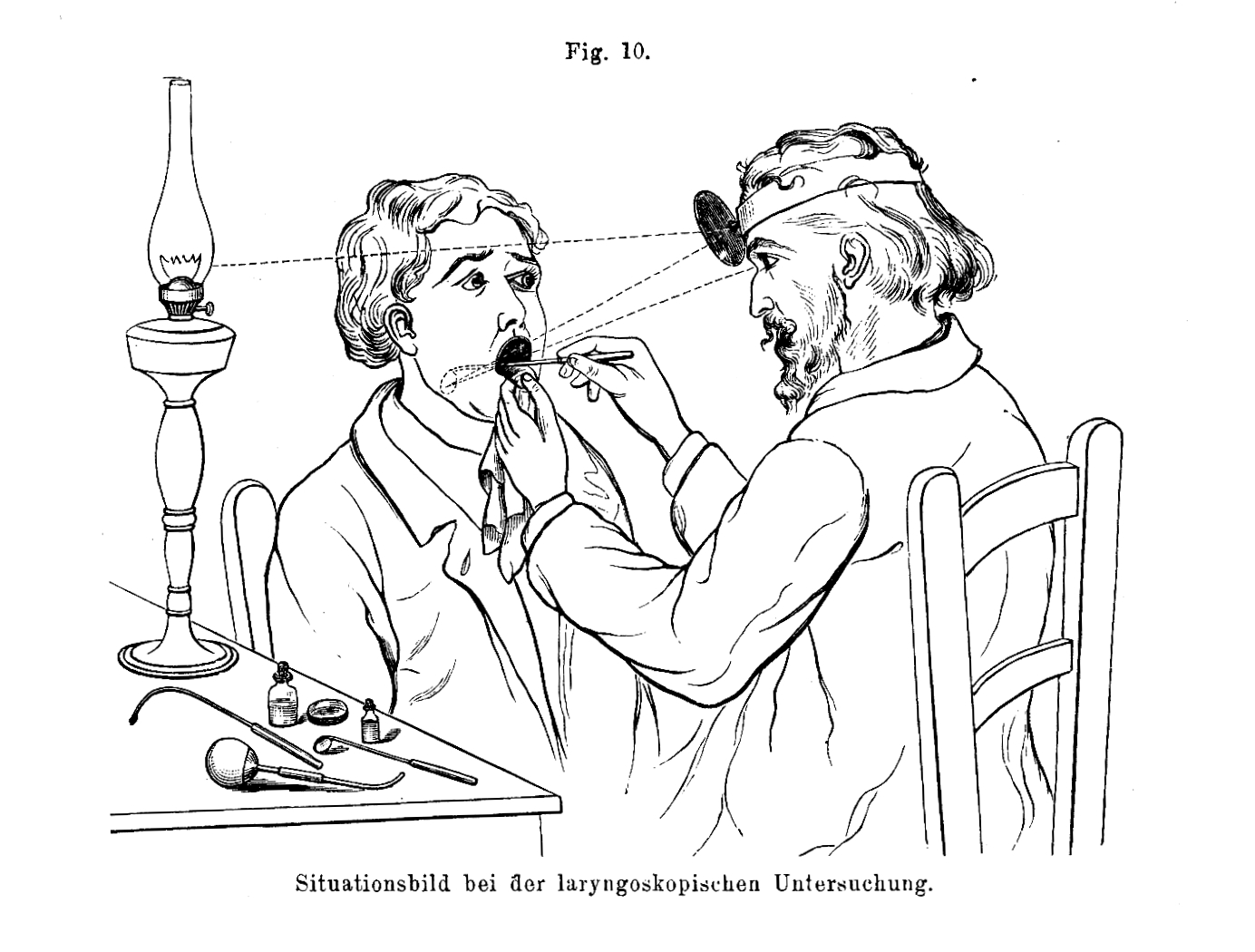
Un primordiale laringoscopio.

Alla laringe sono associate alcune importanti patologie.

### Miopatie delle corde vocali
Si tratta di una infiammazione cronica che interessa in particolare la mucosa e la muscolatura della laringe (soprattutto quella delle corde vocali).

### Laringiti acute
Rivestono particolare evidenza la laringite acuta catarrale e la laringite ipoglottica. Sono causate da virus associati a batteri (pneumococco, Haemophilus influenzae, et al.) e rappresentano la complicazione di altre patologie che colpiscono le prime vie aeree (riniti, adenoiditi, tonsilliti, influenza). In particolare la laringite ipoglottica acuta dell'infanzia, su base infettiva, e l'edema laringeo acuto, su base allergica, possono costituire un'emergenza medica importante, in quanto per l'edema della mucosa si chiude lo spazio respiratorio al di sotto delle corde vocali vere, la cosiddetta ipoglottide, o a livello delle stesse, per cui in caso di fallimento della terapia medica si dovrà procedere all'intubazione od alla tracheotomia.

### Laringiti croniche
La più conosciuta è l'edema di Reinke (o laringite cronica da fumo); è una malattia che colpisce quasi esclusivamente i fumatori, causando un ispessimento delle corde vocali per l'edema dello spazio di Reinke. L'edema di Reinke provoca una graduale modificazione del timbro della voce, che si fa viepiù profonda, e nelle forme più gravi, arriva gradualmente a ostruire lo spazio respiratorio a livello della glottide, causando dispnea. In questi casi l'astensione dal fumo di sigaretta non provoca la regressione dell'edema di Rejnke, per cui in caso di ostruzione respiratoria si deve procedere a un intervento chirurgico di decorticazione delle corde vocali vere, o cordectomia di I tipo.

### Paralisi laringee
La classificazione delle paralisi viene così suddivisa:
- In rapporto alla sede: Paralisi periferiche o centrali
- In rapporto all'interessamento muscolare: Paralisi unilaterali o bilaterali
- In rapporto al coinvolgimento dei muscoli: Paralisi complete o incomplete

Le paralisi laringee possono derivare da deficit a carico del nervo laringeo ricorrente o del nervo laringeo superiore. I quadri che ne conseguono si differenziano per la clinica e per l'obiettività:
1. La paralisi unilaterale del nervo laringeo ricorrente (la forma più frequente, a causa del lungo decorso del nervo, elemento di vulnerabilità), ha come sintomo più importante la disfonia di grado importante, con voce soffiata, talvolta diplofonica. Lo spazio respiratorio è conservato, ma può esservi dispnea da sforzo. Dopo circa 6-12 mesi, a seconda della natura dell'agente lesivo, può realizzarsi un graduale compenso che recupero quasi completo della funzione fonatoria. Alla laringoscopia, si osserva una corda vocale fissa in posizione paramediana per l'effetto esercitato dal muscolo cricotiroideo, unico a non essere innervato dal laringeo ricorrente.
2. La paralisi unilaterale del nervo laringeo superiore, si distingue in forme complete e incomplete. Le forme complete derivano dall'interessamento del ramo motorio esterno e del ramo sensitivo, con perdita della sensibilità a carico dell'emilaringe omolaterale. La sintomatologia segue alla perdita di sensibilità a carico della regione glottica-sopraglottica (tosse parossistica, frequenti schiarimenti di voce, fatica vocale con difficoltà a produrre i toni acuti della voce, sensazione di corpo estraneo) e alla mancata innervazione motoria del muscolo cricotiroideo omolaterale (voce bitonale, diminuzione dell'intensità vocale). È assente la dispnea, perché lo spazio respiratorio è ampio, mentre può essere presente lieve disfagia (prevalentemente per i liquidi). Alla laringoscopia sono caratteristici il calo di tensione della corda interessata (falcatura), la deviazione della commessura posteriore dal lato paralizzato, corda vocale accorciata, ingrossata e sottoslivellata.
3. Le paralisi bilaterali possono essere complete (diplegia laringea) o incomplete (paralisi dei postici). La diplegia laringea da paralisi bilaterale dei nervi laringei superiori e ricorrenti rappresenta spesso una condizione preterminale in pazienti oncologici. Alla laringoscopia le corde vocali sono entrambe ferme in posizione intermedia, flaccide e immobili. Il paziente è afono ed è ad alto rischio di polmoniti ab ingestis, data la maggiore beanza del cavo glottico. Se la paralisi bilaterale interessa solo i nervi ricorrenti, le corde saranno fisse in posizione paramediana, perciò la disfonia è minore, ma compare severa dispnea.
4. La paralisi dei postici è una forma di diplegia laringea incompleta che vede le corde fisse in adduzione con impossibilità all'abduzione (per paralisi dei cricoaritenoidei posteriori) e conseguente grave dispnea laringea.

### Neoformazioni benigne
I noduli vocali sono piccole neoformazioni benigne che colpiscono le corde vocali vere in seguito ad abuso vocale. Si tratta di un ispessimento che colpisce esclusivamente l'epitelio di rivestimento delle stesse. Visto il carattere funzionale della patogenesi dei noduli vocali, c'è precipua indicazione per la terapia fonologopedica. Raramente si presenta la necessità dell'asportazione chirurgica. 
I polipi vocali sono sempre neoformazioni benigne che, a differenza dei noduli, interessano sia la mucosa sia la sottomucosa, avendo talora aspetto angiomatoso. Non presentano caratteri di malignità. La terapia elettiva è chirurgica.
La sintomatologia delle neoformazioni benigne della laringe, è spesso rappresentata dalla disfonia (alterazione del timbro e del tono della voce), che può però essere un sintomo dei tumori maligni in fase iniziale.

### Tumori maligni
Spesso i carcinomi laringei sono preceduti da alterazioni benigne dell'epitelio di rivestimento, ovvero da leucoplachie (lesioni biancastre rilevate sulla mucosa laringea), o eritroplachie (lesioni mucose rossastra), che possono espandersi fino a dare una pachidermia (aspetto leucoplasico/eritroplasico/iperplastico diffuso della laringe).
Spesso la distinzione tra lesione benigna o maligna (carcinoma in situ e carcinoma micro-invasivo) è possibile solo dal punto di vista istologico.
La sintomatologia delle neoformazioni della laringe, e dei tumori maligni in fase iniziale è spesso rappresentata da un sintomo comune precoce: la disfonia (alterazione del timbro e del tono della voce), un sintomo molto importante e che non va mai sottovalutato. La progressione dei tumori maligni porterà invariabilmente disfagia e dispnea. 
Gli uomini tra i 40 e i 60 anni sono i soggetti più a rischio del tumore alla laringe. Particolarmente esposti sono i fumatori. I tumori più frequenti sono i carcinomi, che derivano dall'epitelio di rivestimento, ma si possono avere anche linfomi o sarcomi a localizzazione laringea.

### Malformazioni congenite
Per malformazioni congenite si intendono tutte quelle patologie presenti dalla nascita.